# Calce
Calce (katalanisch gleichlautend) ist eine Gemeinde mit 224 Einwohnern (Stand: 1. Januar 2022) im Département Pyrénées-Orientales in der Region Okzitanien im Südwesten Frankreichs.  Calce ist Teil des Kantons Le Ribéral (bis 2015: Kanton Saint-Estève). Die Einwohner werden Calçois oder Calcéens genannt.

## Geographie
Calce liegt etwa neun Kilometer nordwestlich des Stadtzentrums von Perpignan am Fluss Agly und befindet sich in den Weinbaugebieten Rivesaltes und Côtes du Roussillon bzw. Côtes du Roussillon-Villages. Umgeben wird Calce von den Nachbargemeinden Cases-de-Pène im Norden, Baixas im Osten, Villeneuve-la-Rivière im Südosten, Pézilla-la-Rivière im Süden, Montner im Westen sowie Estagel im Westen.

## Geschichte
Erstmals erwähnt wird der alte Ort 843 als Calcenum. 

## Bevölkerungsentwicklung
| 1962 | 1968 | 1975 | 1982 | 1990 | 1999 | 2006 | 2012 |
| ---- | ---- | ---- | ---- | ---- | ---- | ---- | ---- |
| 150  | 135  | 116  | 124  | 161  | 185  | 214  | 217  |

## Sehenswürdigkeiten

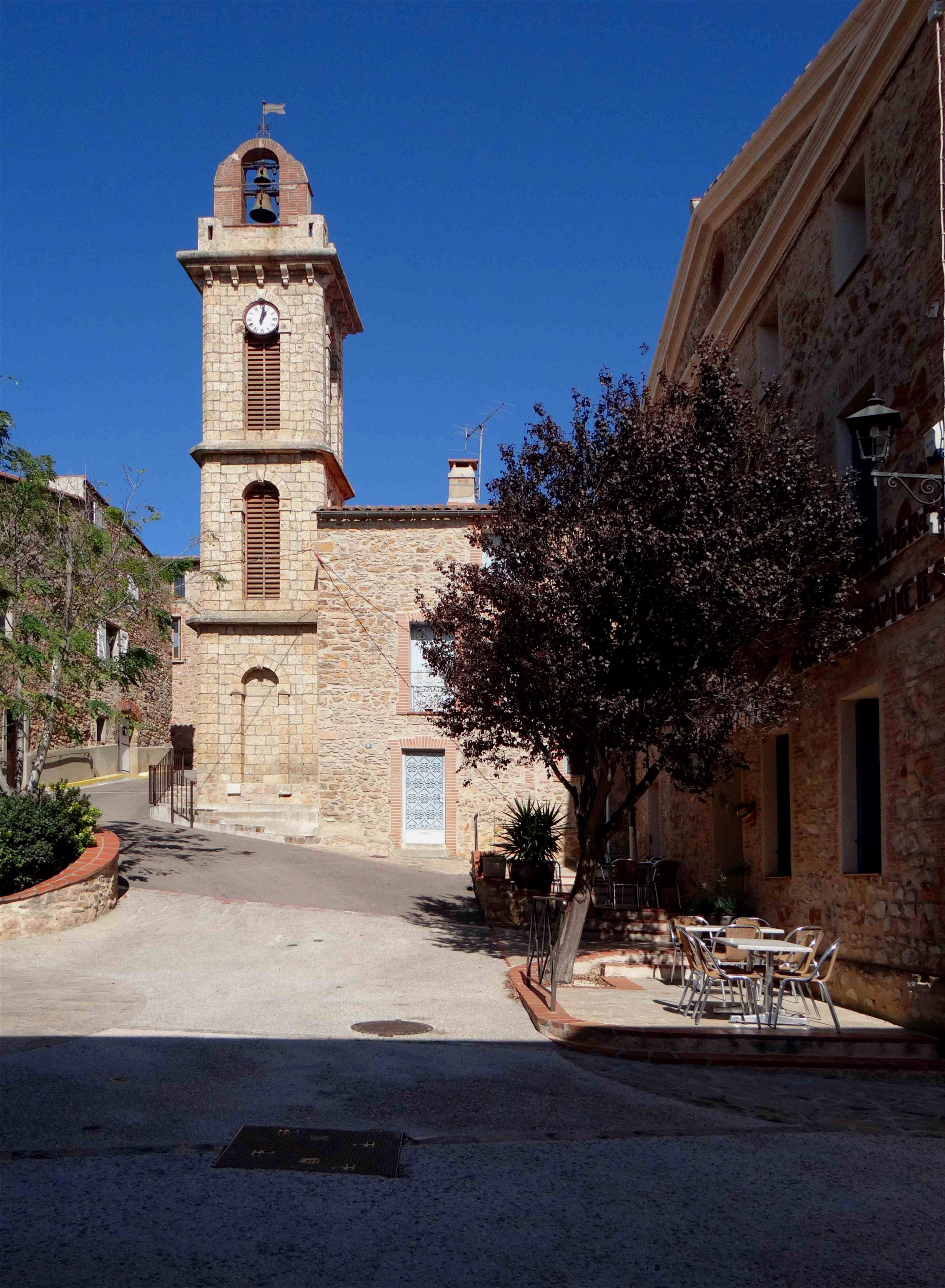
Kirche Saint-Paul

- Kirche Saint-Paul aus dem 15. Jahrhundert
- alte Kirche Saint-Paul aus dem 12./13. Jahrhundert, nur noch in Ruinen überkommen
- Kirche Sainte-Marie in Las Fonts aus dem 12. Jahrhundert als Teil des Schlosses Mas de Las Fonts
- Schloss Mas de Las Fonts aus dem 12. und 15. Jahrhundert, Monument historique seit 1993